# Кирша Данилов
Кирша Данилов (Кирило Данилов, Кирило Данилов Нікітіних; 1703—1776; Урал, Нев'янський завод П. А. Демидова) — молотовий майстер Нев'янського заводу Демидових, музикант і оповідач, укладач першої збірки російських билин, історичних, ліричних пісень, духовних віршів (71 текст з нотами).
Збірник записаний після 1742 на Уралі, оригінал з 1768 року зберігався у російського заводчика Прокопія Акінфійовича Демидова. У Російській національній бібліотеці є копія на папері 60-80-х років XVIII століття.
Вперше збірка видана за рукописом Ф. П. Ключарьова під назвою «Стародавні руські вірші» під редакцією А. Ф. Якубовича в 1804 році. У цьому неповному виданні містилося лише 26 текстів з 71.